# Orthonevra shusteri
Orthonevra shusteri är en tvåvingeart som beskrevs av Bradescu 1993. Orthonevra shusteri ingår i släktet glansblomflugor, och familjen blomflugor.
Artens utbredningsområde är Rumänien. Inga underarter finns listade i Catalogue of Life.